# Shine Ya Light
«Shine Ya Light» — песня британской певицы Риты Ора, была выпущена в качестве третьего сингла из её дебютного альбома ORA. Релиз песни состоялся в Великобритании 4 ноября 2012 года. Авторами песни выступили Крис Локо, Фрейзер Смит, Лаура Перголицци, первые двое также стали и продюсерами сингла. Рита Ора представила песня в девятом сезоне британского музыкального шоу талантов The X Factor 4 ноября 2012 года и комедийном ток-шоу Alan Carr: Chatty Man 16 ноября 2012 года.

## История
После того, как три сингла Риты Ора достигли первого места в хит-параде UK Singles Chart: «Hot Right Now» (совместно с DJ Fresh), «R.I.P.» (с Тайни Темпа) и «How We Do (Party)», певица анонсировала третий сингл с её дебютного альбома. Авторами и продюсерами песни выступили Крис Локо и Фрейзер Смит, также среди авторов песни числится и исполнительница Лаура Перголицци

## Музыкальное видео
Съёмки музыкального видеоклипа проходили в Приштине, родном городе Риты Ора и столице частично признанной Республики Косово. Релиз видеоклипа состоялся на Vevo 27 октября 2012 года. Ора объяснила, почему она выбрала это место для своего видео, сказав: «Я родилась в маленьком городе под названием Приштина, о котором никто не знает, поэтому я горжусь тем, что немного поместила его на карту, потому что мы очень патриотическая страна, поэтому мы всегда стараемся указывать откуда мы, где только можем, потому что это такое прекрасное место». Говоря о видео (режиссёр Эмиль Нава) певица ометила: «Вся страна была на улице… Я сошла с самолёта, там были миллионы голов. Я не видела землю. Я даже не преувеличиваю. Это был самый сюрреалистический опыт, который я когда-либо испытывала. Это было больше, чем музыкальное видео. [Это] было моментом в нашей истории Косово, это был момент, когда люди могли нас видеть: как мы живем, наши пейзажи. Это был мой долг — сделать моё видео там». В видеоклипе Рита Ора катается с байкерами по Приштине, а также встречается и поёт для местных жителей в различных частях города, включая и памятник Newborn.
Сингл был использован при создания музыкального документального фильма «Columbia’s 28». Этот короткометражный фильм, премьера которого на YouTube состоялась в декабре 2012 года, рассказывает историю о 28 миссиях шаттла «Колумбия». Режиссёр Салем Ханна выбрала «Shine Ya Light» в качестве основы для видео, услышав его на своём автомобильном радио, когда задавалась вопросом: какая музыка может вызвать парящий дух космического полёта. Текст песни также подошёл ей в качестве способа описания передовых научных исследований.

## В компьютерных играх
Песня была включена в саундтрек дополнения к популярной компьютерной игре The Sims 3: Времена года и была исполнена Ритой Ора на симлише, выдуманном виртуальном языке.

## Список композиций
- Digital download[12]

1. «Shine Ya Light» — 3:30
2. «Shine Ya Light» (The 2 Bears Full Length Mix) — 5:29
3. «Shine Ya Light» (The Bimbo Jones Dub) — 7:11
4. «Shine Ya Light» (Dannic Club Mix) — 5:00
5. «Shine Ya Light» (Gregor Salto Remix) — 5:53

- Promotional CD single

1. «Shine Ya Light» — 3:30
2. «Shine Ya Light» (Gregor Salto Remix) — 5:53
3. «Shine Ya Light» (Instrumental) — 3:30

## Творческая группа
- Пение — Rita Ora
- Музыкальный продюсер — Фрейзер Смит, Крис Локо
- Авторы песни — Крис Локо, Фрейзер Смит, Лаура Перголицци
- Вокальный продюсер — Никки Флорес
- Лейбл — Roc Nation, Columbia

## Чарты
Релиз сингла «Shine Ya Light» состоялся 4 ноября 2012 года. Он достиг десятой позиции в хит-параде UK Singles Chart, став третьим синглом Риты Оры с её дебютного альбома и четвёртым за весь 2012 год, вошедшим в топ-10 синглов Великобритании.
| Чарт (2012)                     | Высшее место |
| ------------------------------- | ------------ |
| Europe (Euro Digital Songs)     | 13           |
| Ирландия (IRMA)                 | 25           |
| Шотландия (OCC Scotland)        | 9            |
| UK Digital Songs (Billboard)    | 9            |
| Великобритания (OCC UK Singles) | 10           |

### Итоговые годовые чарты
| Чарт (2012)                              | Высшее место |
| ---------------------------------------- | ------------ |
| UK Singles (The Official Charts Company) | 172          |

## Хронология издания
| Страна         | Дата            | Формат                | Лейбл                       |
| -------------- | --------------- | --------------------- | --------------------------- |
| Великобритания | 17 октября 2012 | радиоротация          | Roc Nation Columbia Records |
| Великобритания | 2 ноября 2012   | Digital download      | Roc Nation Columbia Records |
| Италия         | 16 ноября 2012  | современный радио-хит | Sony                        |